# Andrea Bocelli
 (août 2011).
Si vous disposez d'ouvrages ou d'articles de référence ou si vous connaissez des sites web de qualité traitant du thème abordé ici, merci de compléter l'article en donnant les références utiles à sa vérifiabilité et en les liant à la section « Notes et références ».
Andrea Bocelli, né le 22 septembre 1958 à Lajatico, est un chanteur et ténor italien d'inspiration lyrique.
Il chante alternativement la musique pop et classique, et a également chanté dans de nombreux opéras. À ce jour[Quand ?], il a enregistré plus d'une douzaine d'albums classique et pop.
Il est né avec une forme héréditaire de glaucome et devient complètement aveugle à l'âge de douze ans. Il est l'un des chanteurs italiens les plus connus au monde et l'un de ceux qui ont vendu le plus d'albums, avec plus de 80 millions d'exemplaires.

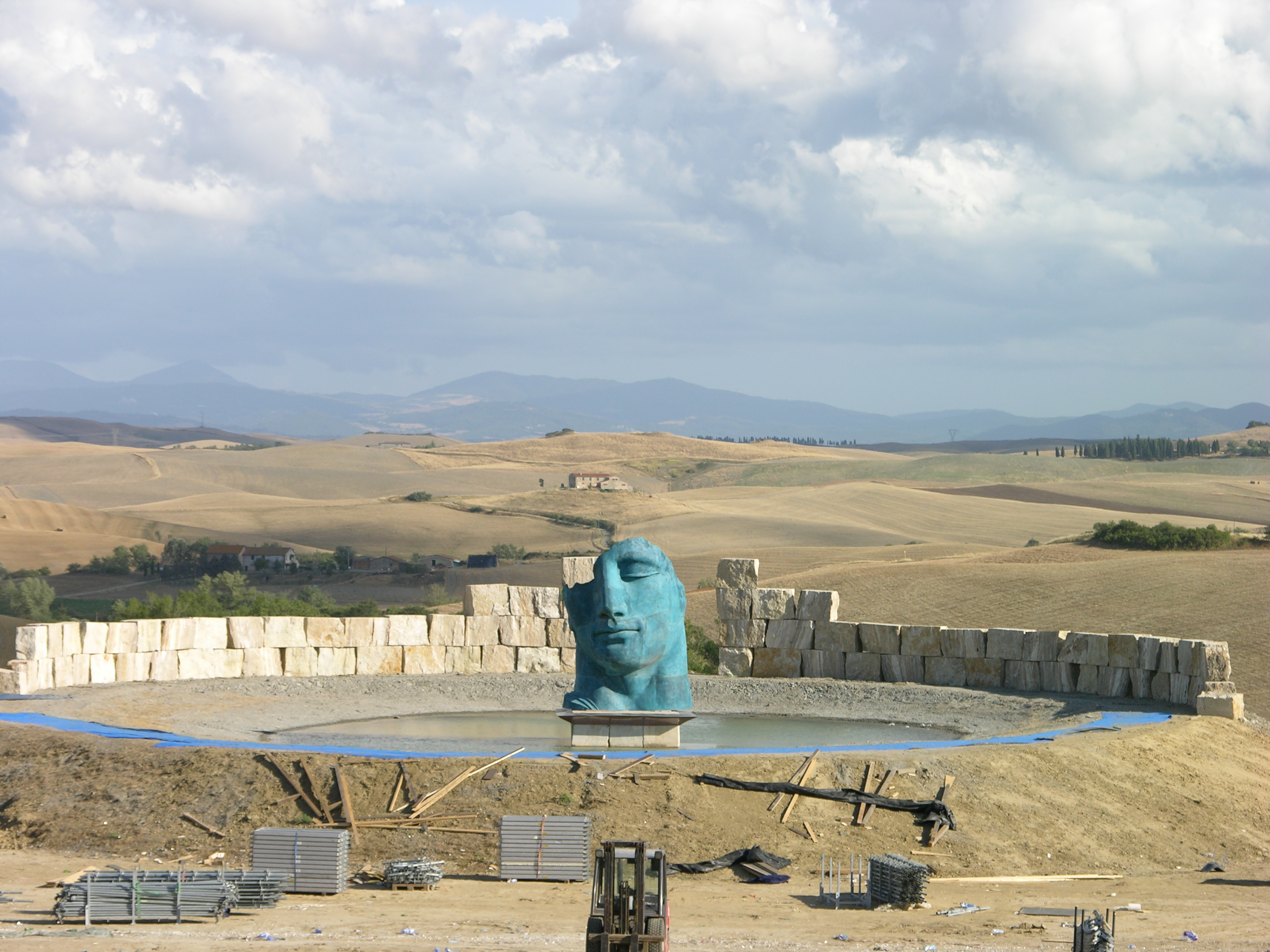
Le Théâtre du Silence de Bocelli à Lajatico en 2007

## Biographie

### Naissance et jeunesse
Andrea nait à Lajatico, en Toscane, à proximité de la vieille ville de Pise, en Italie, le 22 septembre 1958.
Lorsqu'elle était enceinte, sa mère a dû être hospitalisée pour soigner une appendicite. Andrea lui rendit hommage en musique.
Il grandit au sein de la ferme familiale  

### Formation
Après avoir terminé l'école secondaire, en 1980, il étudie le droit à l'Université de Pise et après avoir obtenu son doctorat en loi, il exerce le métier pendant un an. Pour payer les frais de son éducation, Bocelli joue dans des cabarets le soir pendant plusieurs années.
En 1992, il assiste à une classe du grand ténor italien Franco Corelli, en chantant Che gelida Manina de La Bohème de Puccini. Corelli est très impressionné, et le prend comme élève.

### Vie privée
Bocelli rencontre sa future épouse Enrica, avec laquelle il a eu deux fils, en chantant dans un piano-bar au début de sa carrière. Ils se marient le 27 juin 1992. Leur premier enfant, Amos, est né le 22 février 1995 ; leur second, Matteo, le 8 octobre 1997. Le couple divorce en 2002. Andrea Bocelli rencontre Veronica Berti quelques années plus tard. Ils vivent ensemble (2008) dans la maison d'Andrea en Italie. Le 21 mars 2012, Veronica donne naissance à une fille, Virginia. Le 21 mars 2014, il épouse sa compagne en Italie.
Le 30 avril 2000, son père, Sandro Bocelli, est décédé. Sa mère l'encourage à honorer d'abord ses engagements. Il chante alors pour le Pape à Rome le 1er mai et rentre immédiatement chez lui pour les funérailles. Le 5 juillet, il consacre la chanson Sogno (Rêve) à la mémoire de son père pendant son concert de la statue de la Liberté.
Le 11 août 2003, une section de la voie le long de la plage de Jesolo, sur la côte Adriatique italienne, a été nommée Andrea Bocelli, 

En 2006, il pousse la municipalité de Lajatico (son village natal) à installer, sur une colline, un amphithéâtre, le Teatro del Silenzio. Bocelli y chante chaque année une nuit seulement (en juillet). Le reste du temps, le théâtre reste silencieux.

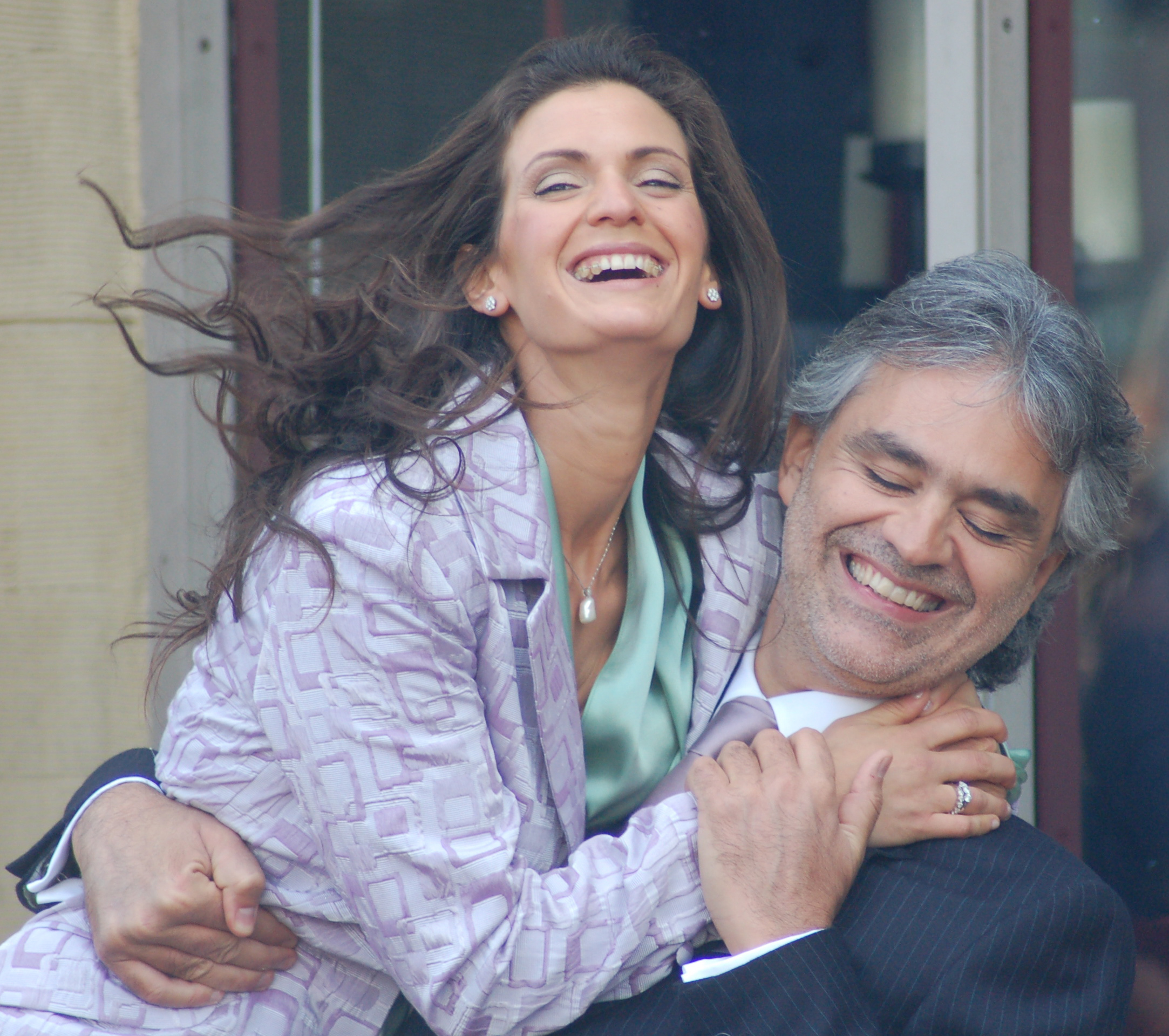
Andrea Bocelli et Veronica Berti en 2010

## Carrière

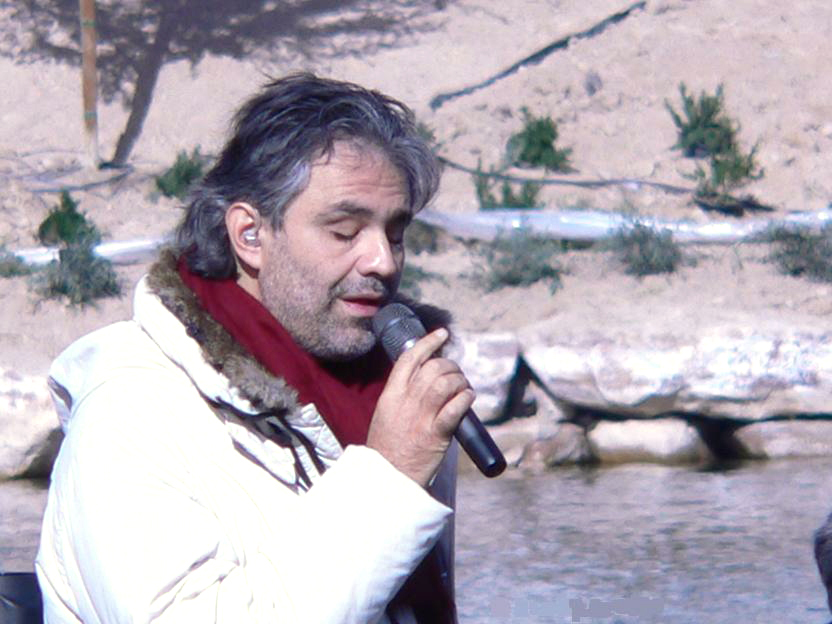
Andrea Bocelli en 2006.

Fasciné par l'opéra et la musique traditionnelle italienne dès le plus jeune âge, il rêve de suivre les traces de ses idoles, les plus grands ténors italiens du XXe siècle, dont Mario Del Monaco, Beniamino Gigli, et en particulier Franco Corelli. À l'âge de six ans, il commence à jouer du piano, avant d'apprendre la flûte, le saxophone, la trompette, le trombone, la harpe, la guitare et la batterie. Bocelli passe également beaucoup de temps à chanter au cours de son enfance. En effet, sa belle voix fait de lui une sorte de célébrité locale lors de ses débuts. À l'âge de quatorze ans, il remporte son premier concours de chant à la Margherita d'Oro dans Viareggio avec O Sole Mio.
En 1992, la vedette de rock italien Zucchero demande à un inconnu, Bocelli, d'enregistrer une démo de sa chanson Miserere, que Zucchero chantera plus tard, en duo, avec Luciano Pavarotti. Lorsque ce dernier entend la voix de Bocelli, impressionné, il déclare à Zucchero que personne ne peut mieux chanter cette chanson que ce jeune ténor.
La voix de Bocelli attire rapidement l'attention hors de l'Italie avec son duo Time to Say Goodbye (Con te partirò) avec la soprano anglaise Sarah Brightman. La version solo est un succès dans le monde, tandis que le duo détient la première place en Allemagne pendant quatorze semaines, et, avec trois millions d'exemplaires vendus, c'est le single le plus vendu en Allemagne de tous les temps. « J'ai de merveilleux souvenirs à chanter avec Andrea », dit Sarah Brightman aujourd'hui. « Time to Say Goodbye aura toujours une place spéciale dans mon cœur ».
En 1996 et 1997, Andrea Bocelli conquiert le monde avec son premier album, Romanza, une collection de ses chansons populaires. L'album est un succès tout d'abord en Europe, puis dans le monde ; il obtient une multitude de disques platine et multi-platine, avec des ventes mondiales de plus de 16 millions d'exemplaires en date de 2008. Il vend 500 000 exemplaires en Extrême-Orient, un million en Italie, plus de trois millions en Amérique latine et en Espagne. L'album contient également les singles Vivere, Il Mare Calmo Della Sera, Vivo per lei (interprété avec Hélène Ségara pour la France) et la chanson-titre, Romanza qui figureront tous dans son album Best Of Vivere, en 2007.
En 1999, il reçoit la nomination de Best New Artist aux Grammy Awards faisant de lui le premier artiste classique à être récompensé dans cette catégorie depuis 38 ans. The Prayer, son duo avec Céline Dion pour le film d'animation Excalibur, l'épée magique, remporte le Golden Globe de la meilleure chanson et est nommé pour un Oscar. En mars 1999, sort son deuxième album pop, Sogno. L'album, contenant The Prayer, détient la première position de l'album pop charts du monde entier et se vend à plus de 10 millions d'exemplaires, confirmant sa position au sommet du monde de la musique populaire, et donnant ainsi naissance au phénomène de la « Bocellimania ». En automne de cette année-là, il publie Sacred Arias, qui devient son album classique le plus réussi en date de 2009 et surtout l'album avec le plus grand nombre de ventes par un soliste classique de tous les temps. Avec sa sortie, Bocelli entre dans le Livre Guinness des records, puisqu'il est le seul, de tous les temps, à détenir en même temps les positions no 1, 2 et 3 dans la charte classique des albums aux États-Unis. Les trois années et demie suivantes, il se maintiendra constamment à la place no 1 de cette charte.

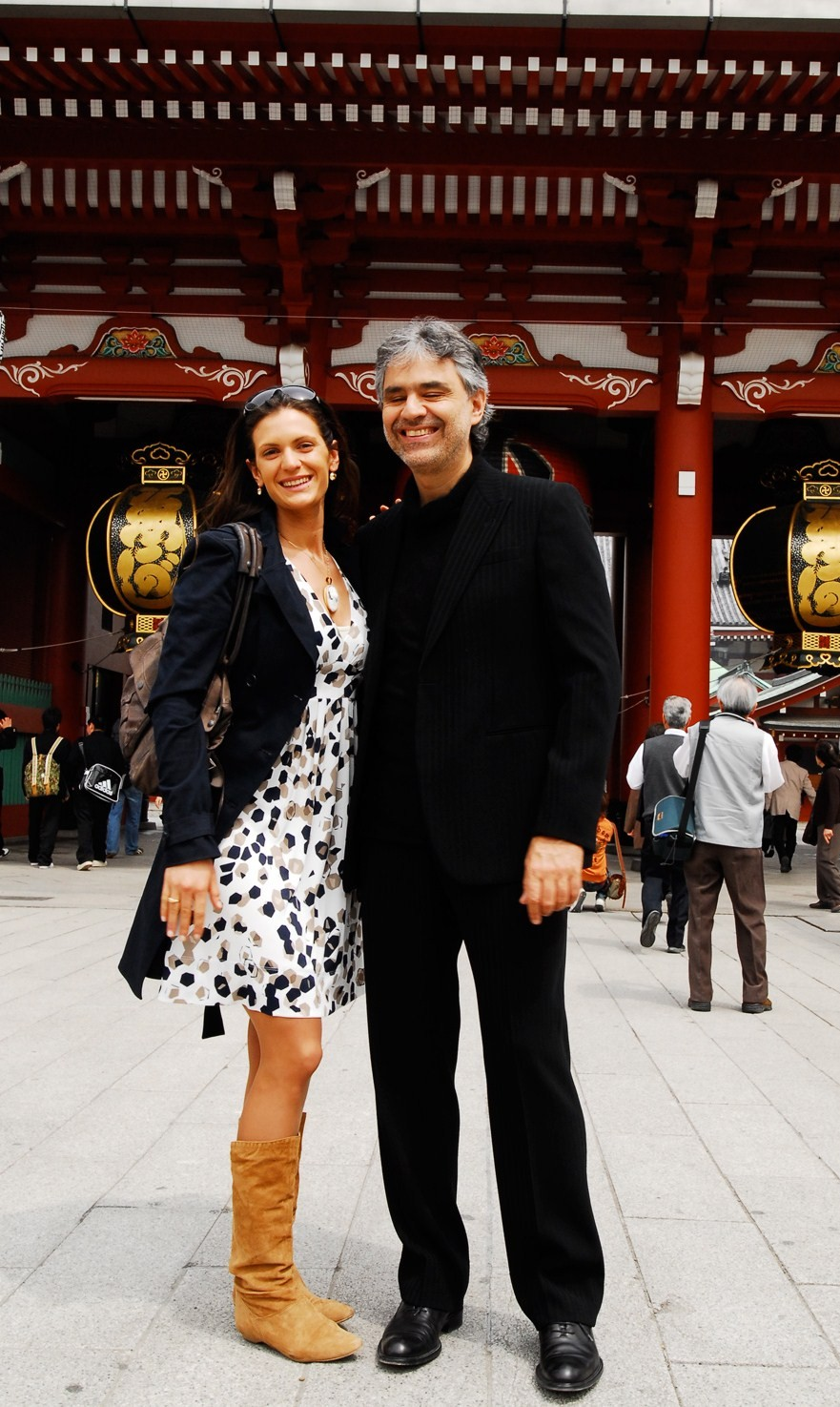
Andrea Bocelli, avec sa femme Veronica Berti, en tournée à Tokyo en 2008.

En 2001, Bocelli publie sa semi-autobiographie La Musique du silence, et clôture l'année avec un autre album pop à succès, Cieli di Toscana, avec Melodramma et Mille Lune Mille Onde. Le romantisme mélancolique s'accentue encore en 2002 avec l'album Sentimento, combinant la voix d'Andrea Bocelli et le violon du maestro Lorin Maazel. L'album a du succès sur la scène internationale tant pop que classique et lui vaut deux prix « album de l'année » et « Chanteur de l'année » pendant la Classical Brit Awards, en 2003. Prenant appui sur cet album, il se lance dans une série de concerts au Madison Square Garden, à New York et à des endroits aussi éloignés que la Chine. De plus, il chante également face aux pyramides d'Égypte (un événement qui ne pourrait être égalé que par son concert en face de la statue de la Liberté, plus tard pendant sa prolifique carrière).
En 2004, il lance son quatrième album pop, Andrea, album qui sera vendu à plus de 10 millions d'exemplaires, et en 2006, Amore où il chante des duos avec Stevie Wonder et Christina Aguilera. L'album prend rapidement la troisième position de vente aux États-Unis. Il contient également Because We Believe, chanson qu'il chantera pendant la cérémonie de clôture des Jeux olympiques d'hiver de 2006 à Turin.
En 2007, il lance son premier Best of Vivere qui sera vendu à plus de trois millions d'exemplaires et, en novembre 2008, il lance un nouvel album classique Incanto qui obtient la deuxième place en Hongrie, la quatrième en Grèce et la septième au monde, et en vend 1,5 million d'albums au total.
Le 27 mai 2009 à Rome, il chante lors de la cérémonie précédant la finale de la Ligue des champions de football.

« Ce dont j'ai le plus envie et que j'espère réaliser, dit-il, est de communiquer avec le public, le toucher de la même manière que j'ai été touché pendant mon enfance par mes chanteurs préférés, qui m'ont fait pleurer et m'ont fait rêver. »

Le 20 septembre 2011, le crooner Tony Bennett sort Duets II, un album de duos comprenant le titre Stranger In Paradise co-interprété avec Andrea Bocelli.

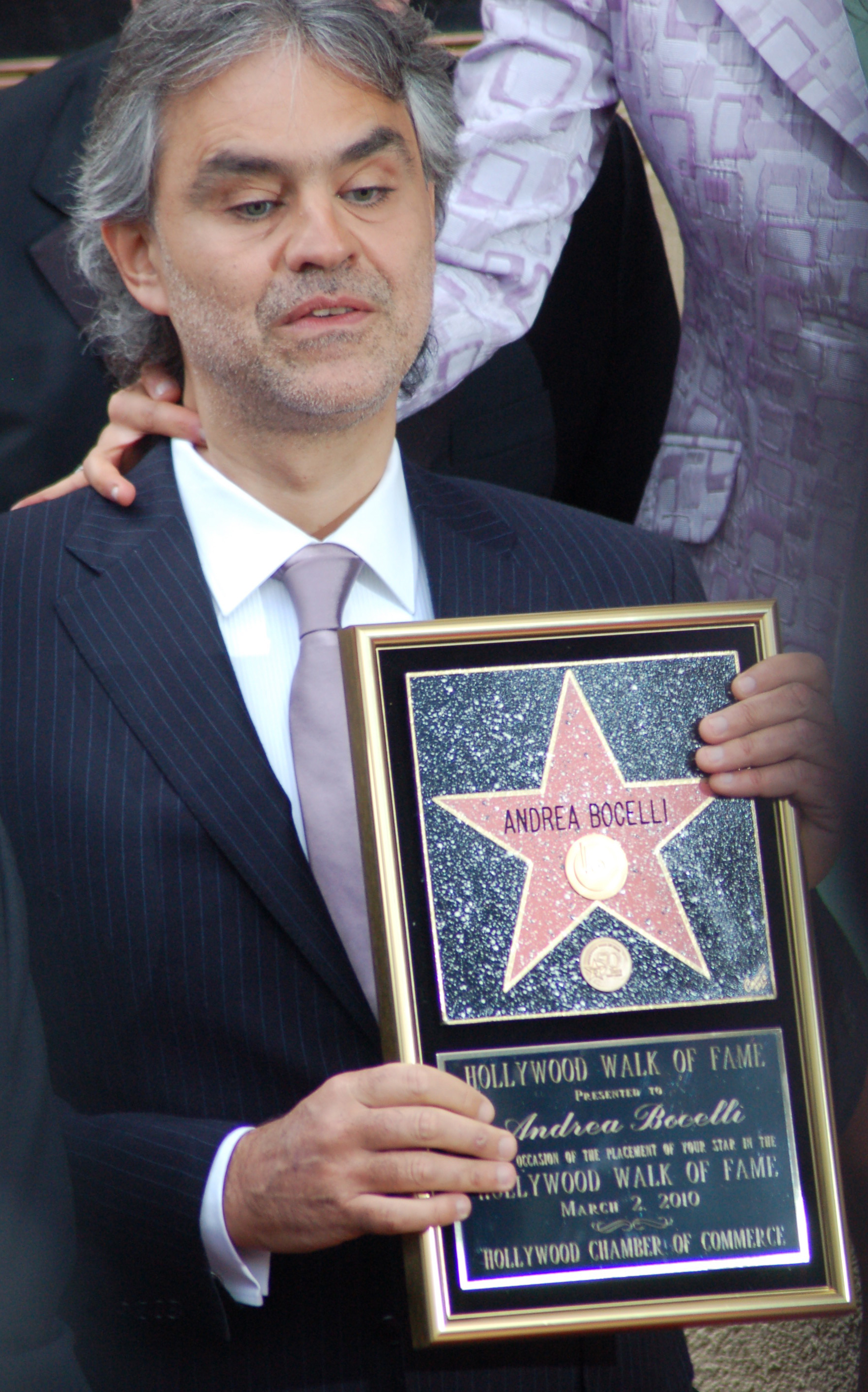
Andrea Bocelli recoit son étoile sur le Walk of Fame à Hollywood en 2010

Le 29 janvier 2013, il publie l'opus nommé Passione, qui contient le titre Quizas, Quizas, Quizas en duo avec Jennifer Lopez et Concorvado avec Nelly Furtado. Le 12 novembre 2013, Laura Pausini publie 20 - The Greatest Hits, compilation réunissant ses plus grand succès dont Dare To Live (Vivere) en duo avec Andrea Bocelli.
En janvier et mars 2014, il enregistre Manon Lescaut sous la direction de Placido Domingo à Valence. En juin-juillet 2014, il retourne à Valence pour enregistrer cette fois-ci Turandot sous la direction de Zubin Mehta, avec qui il avait collaboré en 2000 pour l'album Verdi. Le 21 octobre 2014, Manon Lescaut, sous la direction de Placido Domingo, sort dans le monde entier. Le rôle titre est tenu par la soprano Ana Maria Martinez, avec laquelle il a souvent chanté en duo, lors de ses concerts ou galas, Brindisi de La traviata ou O soave fanciulla de La Bohème.
En 2014, est également sorti un single avec Barbra Streisand, présent sur le nouvel album de la diva Partners, où ils interprètent en duo I still can see your face.
L'année 2015 est marquée par des concerts et galas dans le monde entier, principalement aux États-Unis et dans les pays de l'Est.
Le 17 juillet 2015 sort dans le monde entier l'opéra Turandot de Puccini. Le 2 août 2015 il est chanté in vivo dans le Teatro del Silenzio à Lajatico.
Un coffret de sa carrière est également sorti en juillet avec l'intégrale de ses albums pop studio remastérisés.
Le 21 août 2015, paraît sur les ondes un nouvel extrait de son nouvel album « Cinema » Nelle tue mani (Now we are free) .
Le 23 octobre 2015 sort mondialement Cinema dont le 2e extrait est un duo avec Ariana Grande, E più ti penso.
En 2016, fin avril, sort une édition spéciale collector de son opus Cinema et le 22 juillet, Aida de Verdi, dirigé par Zubin Mehta.
Le 7 mai 2016, invité par son ami Claudio Ranieri, entraineur à  l'époque du Leicester City Football Club, il chante 2 chansons au King Power Stadium de Leicester en ouverture du match opposant Leicester à Everton, en l'honneur du titre de champion d'Angleterre de Leicester.
En octobre 2017, il enregistre Perfect Symphony, reprise en duo de la chanson Perfect, avec son auteur, le musicien et chanteur Ed Sheeran.
Le 26 octobre 2018 sort mondialement en plusieurs langues l'album Sì dont est extrait le single Fall on me qu'il chante en duo avec son fils Matteo.
Une tournée mondiale est prévue pour 2019 et 2020.
Le 11 juin 2021 à Rome, Andrea Bocelli interprète Nessun dorma de Puccini lors de la cérémonie d'ouverture de l'Euro 2020.
Le 15 juin 2024 accompagné de Anastasia Petrychak , Andrea Bocelli chante Nessun dorma de Puccini lors du Sommet du G7 à Borgo Egnazia.

## Discographie
| - 1994 : Il mare calmo della sera - 1995 : Bocelli - 1996-1997 : Viaggio Italiano - 1997 : Aria – the opera album - 1999 : Sogno - 1999 : Sacred Arias - 2000 : Verdi - 2001 : Cieli di Toscana - 2002 : Sentimento - 2004 : Andrea - 2006 : Amore - 2008 : Incanto - 2009 : My Christmas - 2013 : Passione - 2015 : Cinema - 2018 : Sì - 2020 : Believe - 1997 : Romanza - 2007 : The Best of Andrea Bocelli: Vivere - 2012 : Opera - 2016 : Romanza (20th Anniversary Edition) - 2006 : Under the Desert Sky - 2008 : Vivere Live in Tuscany - 2011 : Concerto, One Night in Central Park - 2013 : Love in Portofino - 2012 : iTunes Festival: London 2012 - 2011 : Notte Illuminata - 2015 : The complete pop albums (iTunes) - 2018 : Sì (iTunes) | - 1997 : A Hymn for the World - 1998 : A Hymn for the World 2 (Voices From Heaven) - 2000 : Verdi's Requiem - 2010 : Carmen: Duets & Arias - 2000 : La Bohème (enregistré en 1999) - 2003 : Tosca (enregistré en 2001) - 2004 : Il trovatore - 2005 : Werther - 2006 : Pagliacci (enregistré en 2002) - 2007 : Cavalleria rusticana (enregistré en 2002) - 2010 : Carmen (enregistré en 2008) - 2010 : Andrea Chénier - 2012 : Roméo et Juliette - 2014 : Manon Lescaut - 2015 : Turandot - 2016 : Aida - 1997 : The opera album (Florence 1997) - 1997 : Romanza - 1997 : Una notte nella Toscana - 2000 : Sacred Arias - 2002 : Tuscan Skies (Cieli di Toscana) - 2006 : Credo: John Paul II - 2006 : Under the Desert Sky - 2007 : Céline Dion These Are Special Times (filmé en 1998) - 2008 : Vivere Live in Tuscany - 2008 : Incanto The Documentary - 2009 : My Christmas Special - 2011 : Concerto: One Night in Central Park (Con te partirò) - 2011 : Duets II DVD de Tony Bennett |

## Décorations
- Grand officier de l'ordre du Mérite de la République italienne (2006)[11].
- Grand officier de l'ordre du mérite de Duarte, Sánchez et Mella (République dominicaine, 2009).